# André Fraigneau
Pour les articles homonymes, voir Fraigneau.
Ne doit pas être confondu avec Amédée Fraigneau.
André Fraigneau, né le 15 mai 1905 à Nîmes et mort le 30 avril 1991 à Paris 7e, est un écrivain et éditeur français.

## Biographie
Latiniste distingué et helléniste érudit, Amédée Henri Urbain (dit André) Fraigneau est tout à la fois romancier, diariste, essayiste et éditeur. Il a appartenu à la société félibréenne Nemausa.
Lecteur aux éditions Grasset, il est notamment l'éditeur de Marguerite Yourcenar. Homosexuel, il repousse assez brutalement les avances que lui fait cette dernière, dont la propre sensibilité homosexuelle ne fait ensuite que s'affirmer.
En 1941, il fait partie du groupe d'écrivains français qui se rendent à l'invitation de Joseph Goebbels au congrès de Weimar, aux côtés de Jacques Chardonne, Marcel Jouhandeau, Pierre Drieu la Rochelle, Robert Brasillach, Ramon Fernandez et Abel Bonnard, ce qui lui vaudra, après 1944, d'être mis à l'index par le Comité national des écrivains.
Après-guerre, il devient l'un des auteurs de prédilection des Hussards, qui, à l'instar de Michel Déon et d'Antoine Blondin, le considèrent comme un maître en littérature. Il publie aussi quelques articles, notamment à Défense de l'Occident.

## Œuvre
- Val de Grâce (1930)
- Les Voyageurs transfigurés (1933)
- L'Irrésistible (1935)
- Camp-Volant (1937)
- La Grâce humaine (1938)
- La Fleur de l'âge (1942)
- Le Parc Monceau (illustrations de Roger Guit), dans l'ouvrage collectif Paris 1943 (Presses universitaires de France/ville de Paris, 1942)
- Le Livre de raison d'un roi fou, La Table Ronde (1947)
- Journal profane d'un solitaire, La Table Ronde (1947)
- L'Amour vagabond (1949)
- Port-Royal des Champs, éditions Sun (1949)
- Le Songe de l'empereur, La Table Ronde (1952)
- Roger Nimier (en collaboration avec Antoine Blondin, 1964)
- Les Étonnements de Guillaume Francœur (réunissant en un seul volume L'Irrésistible, Camp-Volant et La Fleur de l'âge, 1985)
- Une longue amitié : lettres (correspondance avec Michel Déon, 1995)
- L'Arène de Nîmes (recueil de nouvelles réunies en 1997)
- Les Amis d'enfance (éd. Fata Morgana, 1998)
- Bonnes fortunes (Fata Morgana, 1998)
- C'était hier, journal (2001)
- Papiers oubliés dans l'habit (journal, publié en 2006)
- En bonne compagnie. Chroniques, éd. La Dilettante, 2009. 15 chroniques datées de 1938 à 1970 (Jean Cocteau, Raymond Radiguet, Gérard d'Houville, Christian Dior…)
- Escales d'un Européen, recueil de chroniques, certaines datées, préface de Pol Vandromme (éditions du Rocher, 2005)

### Prix
- 1985 : Prix Pierre-de-Régnier de l’Académie française pour l'ensemble de son œuvre

## Postérité
Une association des Amis d'André Fraigneau a été fondée en 1993 par Michel Mourlet.

#### Ouvrage généraliste
- Catherine Bernié-Boissard, Michel Boissard et Serge Velay, Petit dictionnaire des écrivains du Gard, Nîmes, Alcide, 2009, 255 p. (présentation en ligne), p. 105-106-107.